# Boris Petrovič Šeremetev
Conte Boris Petrovič Šeremetev, (in russo Бори́с Петро́вич Шереме́тев?) (Velikij Novgorod, 5 maggio 1652 – Mosca, 28 febbraio 1719), è stato un generale russo, considerato uno dei più importanti fautori dell'occidentalizzazione dell'Impero. Pare che il suo cognome (Šeremetev) abbia un'origine tartara, composto di shir Akhmat, "leone Ahmad".

## Biografia
Il conte Šeremetev apparteneva ad un'antica famiglia di boiardi nota dai tempi di Ivan I di Russia e molto influente nella corte moscovita. Era il primogenito di Pëtr Vasil'evič Šeremetev (?-1680), e di sua moglie, Anna Feodorovna Voljn (?-1684).

### Le prime imprese
Šeremetev dovette allo zar Alessio I l'inizio della sua brillante carriera militare; lo zar infatti permise al nobile ma povero aristocratico di entrare come ufficiale in uno dei più importanti reggimenti dell'esercito.
Nel 1681 fu nominato colonnello e maresciallo della nobiltà di Tambov e amministratore imperiale dei territori intorno a Mosca. Fu poi inviato come ambasciatore tra i Khanati di Crimea, premendo sul khan per farlo infierire contro i deboli polacchi a favore dell'impero russo.
Entrato nei pieni favori del nuovo zar Pietro I, il conte Šeremetev fu inviato a stipulare con l'inviato polacco Marcjan Aleksander Ogiński la Pace Eterna del 1686 a sfavore della crescente potenza svedese. Pietro I, che promosse il conte generale, lo incaricò di comandare con il cosacco Ivan Mazeppa la nuova guerra contro la Turchia; comandò poi la campagna d'Azov voluta da Aleksej Šein, ed ebbe parte importante nella cattura di navi turche sul Don con l'ammiraglio François Lefort.
Comandò poi anche diverse incursioni contro i tatari di Crimea, e una volta mandato come ambasciatore a Malta, il conte Šeremetev entrò nell'Ordine dei Cavalieri di Malta, animato dalla prospettiva di possibili avventure contro i Turchi e dall'idea mai realizzata di trasformare il porto di La Valletta in una base navale russa.

### Le battaglie in Europa
Ebbe una parte molto importante nella grande guerra del Nord contro Carlo XII di Svezia: partecipò alla battaglia di Narva ed ebbe il comando delle truppe russe nel Baltico per qualche tempo. Nel 1701 combatté contro von Schlippenbach la battaglia di Erastfer e poi la battaglia di Hummelshof.
Accorse in aiuto del Re di Sassonia Augusto il Forte e dei confederati polacchi contro gli svedesi, cooperando con i generali Lubomirski e Wiśniowiecki.
Partecipò alla battaglia di Fraustadt contro il conte svedese Carl Gustav Rehnskiöld e alla vittoriosa battaglia di Kalisz con Aleksandr Danilovič Menšikov. Ebbe il comando delle fortezze di Nöteborg (Šlissel'burg) e Nyenskans (fortezza di Nien) al confine con la Finlandia e presenziò Dorpat e Narva. Una breve pausa della Grande guerra del Nord si ebbe quando Šeremetev represse la rivolta di Bulavin (o rivolta di Astrachan') cosacca, e cooperò con il principe di Valacchia Dimitrie Cantemir alla difesa della Moldavia dai Turchi.
Il conte riprese poi a combattere contro gli svedesi, attaccando Adam Ludwig Lewenhaupt a Gemäuerthof e combattendo a Holowczyn contro Carlo XII in persona, quindi partecipò alla campagna di Poltava e conquistò Riga nel 1710. Cooperando con il comandante prussiano Alexander zu Dohna-Schlobitten e un generale polacco, Šeremetev assediò e conquistò la città di Stralsund, divenendo governatore della Pomerania occupata.
Inoltre si arruolò volontario nella squadra dell'ammiraglio danese Jørgen Rantzau e partecipò alla battaglia di Helsingborg contro gli svedesi dell'ammiraglio Magnus Stenbock. Quando la guerra finì, Šeremetev fu inviato militare russo presso le truppe del giovane generale danese Peter Tordenskjold in Norvegia.

## Matrimoni

### Primo Matrimonio
Nel 1669 sposò Evdokja Alekseevna Čirikov (?-1703), unica figlia di Aleksej Panteleevič Čirikov. Ebbero tre figli:
- Sof'ja Borisovna (1671-1694), sposò Nikita Sergeevič Urusov;
- Michail Borisovič (1672-1714);
- Anna Borisovna (1673-1726), sposò Jurij Fedorovič Golovin.

### Secondo Matrimonio
Sposò, il 13 aprile 1713, Anna Petrovna Saltykova (1677/1686-1728), figlia di Pëtr Petrovič Saltykov e della principessa Marfa Ivanovna Prozorovskaja, figlia del boiardo Ivan Semënovič Prozorovskij. Ebbero cinque figli:
- Pëtr Borisovič (1713-1788);
- Natal'ja Borisovna (1714-1771), sposò Ivan Alekseevič Dolgorukov;
- Sergej Borisovič (1715-1768), sposò Fedora Jakovna Lobanova-Rostova, figlia di Jakov Ivanovič Lobanov-Rostov;
- Vera Borisovna (1716-1789), sposò Fëdor Avramovič Lopuchin;
- Ekaterina Borisovna (1717-1799), sposò Aleksej Vasil'evič Urusov.